# Palais de la Miniature et du Diorama
Le palais de la miniature et du diorama était un musée situé près de Rocamadour installé dans le village de Calès (Lot) dans un relais de poste royal de 1682.
Il s'agit d'une des plus grandes collections de figurines miniatures en France (18 dioramas représentant des scènes de la vie aux XVIIIe et XIXe siècles.
Les scènes apparaissent sous forme de dioramas, où se côtoient des milliers de figurines. Elles sont représentées dans des décors en trois dimensions. Chaque figurine est une pièce unique, de 54 millimètres de haut (norme internationale de collection, échelle 1/32e).
En 2010, le musée fête ses 30 ans d'activités et reçoit le label « Entreprise du patrimoine vivant », qui distingue les savoir-faire artisanaux et industriels d’excellence.

## Source
1. ↑  Sylvie Branty, « Calès. La figurine miniature a son palais en Bouriane », La Dépêche du midi,‎ 10 avril 2013 (lire en ligne)
2. ↑  EPV en région, site du label Entreprise du patrimoine vivant.